# Antonio Pinilla
Antonio Pinilla Miranda (* 25. Februar 1971 in Badalona) ist ein ehemaliger spanischer Fußballspieler, der bis 2008 bei Gimnàstic de Tarragona in der spanischen Segunda División spielte.

## Spielerkarriere

### Barcelona
Antonio Pinilla startete seine Karriere beim spanischen Topclub FC Barcelona. Von 1988 bis 1991 lief er für das B-Team der Katalanen auf, anschließend gab er 1990 sein Profidebüt für Barça. Dort konnte er sich allerdings nie durchsetzen aufgrund der enormen Konkurrenz im viel zitierten „Dream Team“ Anfang der 1990er Jahre. Allerdings feierte er seine größten Erfolge mit Barcelona. Je einen Meistertitel, Pokalsieg und Supercup-Sieg erreichte er mit dem Club.
Anschließend wurde er an den Ligarivalen RCD Mallorca ausgeliehen. Dort kam er erstmals regelmäßig zum Einsatz mit vier Treffern in 21 Spielen. Am Saisonende stiegen die Mallorquiner jedoch als Tabellenletzter ab. Im folgenden Jahr wurde Pinilla erneut verliehen. In dieser Saison spielte er bei Albacete Balompié, ebenfalls in der ersten Liga.

### CD Teneriffa
Für CD Teneriffa spielte Pinilla insgesamt sieben Jahre als Stürmer. Unter anderem schoss er das erste Tor für Teneriffa in einem europäischen Wettbewerb überhaupt, als er am 15. September 1993 gegen die Franzosen von AJ Auxerre traf. In insgesamt 130 Spielen traf er 30 Mal für die Kanaren. Auch wenn Teneriffa 98/99 abstieg, blieb Pinilla noch ein weiteres Jahr in Liga 2. Auch die Saison 2000/01 verbrachte Pinilla in der Segunda División, denn er ging zum Zweitligisten UD Salamanca.

### Gimnàstic Tarragona
Im Sommer 2001 kehrte Pinilla in seine katalanische Heimat zurück und ging zum Drittligisten Gimnàstic de Tarragona. Als Führungsspieler führte er den Club zu einem Höhenflug, der von zwei Aufstiegen (2003/04 in die Segunda División und 2005/2006 in die Primera División) gekrönt wurde. Doch nach nur einem Jahr stieg Pinilla mit seinem Verein wieder in die zweite Liga ab. Bisher traf er 33 Mal in 185 Spielen. Immerhin gelang nach dem Abstieg der 2:1-Erfolg im Finale der Copa Catalunya über den großen Erzrivalen FC Barcelona. Nach der Saison 2007/08 beendete er seine Karriere bei Gimnàstic Tarragona.

### International
Auch wenn Pinilla nie für die spanische A-Nationalmannschaft spielte, gewann er bei den Olympischen Spielen 1992 in seiner katalanischen Heimat mit der spanischen U23 die Goldmedaille.

## Erfolge

### FC Barcelona
- 1990: Copa del Rey
- 1991: Spanischer Meister, Spanischer Supercupsieger

### Spanien
- 1992: Goldmedaille Olympia 1992

### Gimnàstic Tarragona
- 2005/06: Aufstieg in die Primera División
- 2007: Copa Catalunya